# Administrativní dělení Venezuely

Státy Venezuely (šrafovaně je vyznačena Guyana Esquiba nárokována Venezuelou na Guayaně)

Venezuela je federativní prezidentská republika. Skládá se z 23 států, distriktu hlavního města a federálních dependencí. Těchto 25 federativních entit pokrývá celé území Venezuely. Ta si navíc nárokuje i podstatnou část sousedního státu Guayany, známou pod názvem Guayana Esequiba.
| Vlajka               | Federální entita     | Hlavní město                                | Rok vzniku státu       | Populace (odhad 2011) | % obyvatelstva státu | Rozloha [km²] | % rozlohy státu | Mapa |
| -------------------- | -------------------- | ------------------------------------------- | ---------------------- | --------------------- | -------------------- | ------------- | --------------- | ---- |
|                      | Amazonas             | Puerto Ayacucho                             | 1992                   | 157 293               | 0,54 %               | 180 145 km²   | 19,66 %         |      |
|                      | Anzoátegui           | Barcelona                                   | 1909                   | 1 574 505             | 5,38 %               | 43 300 km²    | 4,72 %          |      |
|                      | Apure                | San Fernando de Apure                       | 1864                   | 520 508               | 1,78 %               | 76 500 km²    | 8,34 %          |      |
|                      | Aragua               | Maracay                                     | 1909                   | 1 758 873             | 6,00 %               | 7 014 km²     | 0,76 %          |      |
|                      | Barinas              | Barinas                                     | 1937                   | 821 635               | 2,80 %               | 35 200 km²    | 3,84 %          |      |
|                      | Bolívar              | Ciudad Bolívar                              | 1901                   | 1 648 110             | 5,63 %               | 238 000 km²   | 25,97 %         |      |
|                      | Carabobo             | Valencia                                    | 1865                   | 2 365 665             | 8,08 %               | 4 650 km²     | 0,50 %          |      |
|                      | Cojedes              | San Carlos                                  | 1864                   | 324 260               | 1,10 %               | 14 800 km²    | 1,61 %          |      |
|                      | Delta Amacuro        | Tucupita                                    | 1992                   | 166 907               | 0,57 %               | 40 200 km²    | 4,38 %          |      |
|                      | Federální dependence | Není ustanoveno, jsou spravovány z Caracasu | -                      | 1 865                 | 0,006 %              | 342 km²       | 0,037 %         |      |
|                      | Distrito Capital     | Caracas                                     | Distrito especial 1999 | 2 109 166             | 7,20 %               | 433 km²       | 0,047 %         |      |
|                      | Falcón               | Coro                                        | 1872                   | 966 127               | 3,30 %               | 24 800 km²    | 2,70 %          |      |
|                      | Guárico              | San Juan De Los Morros                      | 1864                   | 802 540               | 2,74 %               | 64 986 km²    | 7,09 %          |      |
|                      | La Guaira            | La Guaira                                   | 1999                   | 342 845               | 1,17 %               | 1 496 km²     | 0,16 %          |      |
|                      | Lara                 | Barquisimeto                                | 1909                   | 1 909 846             | 6,52 %               | 19 800 km²    | 2,16 %          |      |
|                      | Mérida               | Mérida                                      | 1909                   | 907 938               | 3,10 %               | 11 300 km²    | 1,23 %          |      |
|                      | Miranda              | Los Teques                                  | 1909                   | 3 028 965             | 10,34 %              | 7 950 km²     | 0,86 %          |      |
|                      | Monagas              | Maturín                                     | 1909                   | 926 478               | 3,16 %               | 28 930 km²    | 3,15 %          |      |
|                      | Nueva Esparta        | La Asunción                                 | 1909                   | 462 480               | 1,58 %               | 1 150 km²     | 0,13 %          |      |
|                      | Portuguesa           | Guanare                                     | 1909                   | 942 555               | 3,20 %               | 15 200 km²    | 1,66 %          |      |
|                      | Sucre                | Cumaná                                      | 1909                   | 975 814               | 3,33 %               | 11 800 km²    | 1,28 %          |      |
|                      | Táchira              | San Cristóbal                               | 1899                   | 1 263 628             | 4,31 %               | 11 100 km²    | 1,21 %          |      |
|                      | Trujillo             | Trujillo                                    | 1864                   | 765 964               | 2,62 %               | 7 400 km²     | 0,80 %          |      |
|                      | Yaracuy              | San Felipe                                  | 1899                   | 646 598               | 2,21 %               | 7 100 km²     | 0,77 %          |      |
|                      | Zulia                | Maracaibo                                   | 1864                   | 3 887 171             | 13,28 %              | 63 100 km²    | 6,88 %          |      |
| Bandera de Venezuela | Venezuela            | Caracas                                     |                        | 29 277 736            |                      | 916 445 km²   |                 |      |